# Kota Kinabalu
Kota Kinabalu (do 1968 Jesselton) – miasto w Malezji, na północnym wybrzeżu Borneo, nad Morzem Południowochińskim, stolica stanu Sabah. W 2009 miasto liczyło 617 972 mieszkańców, aglomeracja zaś ok. 900 tys.
Miasto założone pod nazwą Jesselton. Dwukrotnie zniszczone podczas II wojny światowej, odbudowane już pod aktualną nazwą.
W grudniu 1943 roku w mieście wybuchło antyjapońskie powstanie.

## Zabytki i atrakcje turystyczne
- Sabah Museum – muzeum z kolekcją poświęconą historii plemion zamieszkujących Borneo oraz okazy miejscowej fauny i flory. Budynek muzeum inspirowany podłużnymi domami plemion Rungus i Murut.
- Meczet Jin Tunku Abduł Rahman – ośmioboczny budynek z minaretem.
- Petagas War Memorial – miejsce pamięci upamiętniające egzekucję przywódców antyjapońskiego powstania z 1943 roku.

## Miasta partnerskie
- Yong-in, Korea Południowa
- Ratchaburi, Tajlandia
- City of Rockingham, Australia
- Władywostok, Rosja